# Vuikovîci, Mostîska
Vuikovîci (în ucraineană Вуйковичі) este un sat în comuna Tvirja din raionul Mostîska, regiunea Liov, Ucraina.

## Demografie
Componența lingvistică a localității Vuikovîci
     Ucraineană (99,32%)
Conform recensământului din 2001, majoritatea populației localității Vuikovîci era vorbitoare de ucraineană (99,32%), existând în minoritate și vorbitori de alte limbi.